# عقیله صالح عیسی
عقیله صالح عیسی (عربی: عقيلة صالح عيسى؛ زادهٔ ۱۱ ژانویهٔ ۱۹۴۴) سیاست‌مدار اهل لیبی است.